# Dio (berbere)
Dio (em latim: Dius) foi um líder mauro (berbere) do século IV, filho do rei Nubel, meio-irmão de Samaco e irmão de Gildão, Mazuca, Círia, Mascezel e o usurpador Firmo (r. 372–375), que tentou reclamar o trono de Valentiniano I (r. 364–375). Em 374, no contexto da revolta de seu irmão Firmo, liderou ao lado de Mascezel uma força conjunta dos povos tindenses e masinissenses contra o mestre dos soldados romano Teodósio, o Velho, mas foi derrotado.